# Romerske folk
Romerne (latin: Rōmānī; oldgræsk: Ῥωμαῖοι ; græsk: Ρωμαίος) var en kulturel gruppe, der blev betegnet på forskellige måder som en etnicitet. eller en nationalitet, som i den klassiske oldtid (fra det 2. århundrede f.Kr. til det 5. århundrede e.Kr.) kom til at herske over store dele af Europa, Mellemøsten og Nordafrika gennem erobringer foretaget under den romerske republik og det senere romerske kejserrige. Oprindeligt henviste "romere" kun til de italiensk-latinske borgere i selve Rom, men betydningen af "romere" undergik betydelige ændringer gennem den lange historie af den romerske civilisation, mens grænserne for den romerske stat udvidede sig. Til tider havde forskellige grupper i det romerske samfund også forskellige ideer om, hvad det betød at være romersk. Aspekter som geografi, sprog og etnicitet kunne betragtes som vigtige af nogle, mens andre så romersk statsborgerskab og kultur eller adfærd som vigtigere. På højdepunktet for det romerske kejserrige var romersk identitet en kollektiv geopolitisk identitet, udvidet til næsten alle de romerske kejseres undersåtter og omfattede stor regional og etnisk mangfoldighed.
Efterhånden som landet under romersk styre voksede fra det 4. århundrede f.Kr. og fremefter, blev det romerske statsborgerskab gradvist udvidet til de forskellige folkeslag under romersk herredømme. Statsborgerskabsdekreter, demografisk vækst samt bosætter- og militærkolonier øgede hurtigt antallet af romerske borgere. Stigningen nåede sit højdepunkt med kejser Caracallas Constitutio Antoniana fra 212 e.Kr., som udvidede statsborgerskabsrettighederne til alle frie indbyggere i kejserriget. Det er for det meste uklart, i hvilket omfang flertallet af romerske borgere i antikken betragtede sig selv som værende romere. Lokale identiteter var sandsynligvis fremtrædende i hele Romerriget på grund af dets enorme geografiske udstrækning, men den romerske identitet gav en større følelse af fælles identitet og blev vigtig, når man skulle skelne fra ikke-romere, såsom barbariske bosættere og invaderende styrker. Den romerske kultur var langt fra homogen; selvom der var en dominerende hellenistisk inspireret kulturelt idiom, var en af Romerrigets styrker også dets evne til at inkorporere traditioner fra andre kulturer. Roms kulturelle fleksibilitet forhindrede udviklingen af en stærk romersk 'kerneidentitet' i Italien, men bidrog også til imperiets levetid.
Det romerske imperium påvirkede i betydelig grad identiteten af sine undersåtter, og den romerske identitet vedblev således også i de romerske landområder længe efter, at Romerriget selv var forsvundet. Sammenbruddet af det Vestromerske Rige i det 5. århundrede afsluttede Romerrigets politiske herredømme i Vesteuropa, men den romerske identitet overlevede i vest som en vigtig politisk ressource. Gennem det overlevende Østromerske Rige (også benævnt Det Byzantinske Rige) feltslagene forsøg med at generobre og bevare kontrollen over vesten og undertrykke de nye germanske kongeriger, forsvandt den romerske identitet i vest – denne forsvandt mere eller mindre i det 8. og 9. århundrede. I stigende grad begyndte vesteuropæerne kun at anvende betegnelsen "romer" om borgerne i selve byen Rom. I det græsktalende øst, stadig under Det Østromerske Riges kontrol, overlevede den romerske identitet indtil Det Byzantinske Riges fald i 1453 og ligeledes herefter – selvom den i stigende grad udviklede sig til en etnisk identitet, der var præget af det græske sprog og tilslutning til den ortodokse kristne kirke; en forløber for moderne Græsk etnisk identitet. De to største grupper, der stadig holdt fast i den romerske identitet i Middelalderen var således de byzantinske grækere fra det Østromerske Rige samt borgerne i selve Rom. Disse to grupper drev dog fra hinanden sprogligt og religiøst og holdt op med at anerkende hinanden som romerske.
Mens den romerske identitet forsvandt i de fleste af de områder, hvor den engang var fremtrædende, viste den sig at være langt mere sejlivet for visse regioner og folkeslag . I Italien har romerne (Romani på latin og italiensk) kontinuerligt og uafbrudt været demonymet for Roms (Roma på latin og italiensk) borgere fra byens grundlæggelse til i dag. Under Det Østromerske Rige – og i nogen tid efter dets fald – identificerede grækerne sig som Romioi, eller beslægtede navne, selvom det tidligere begreb om Hellenes til sidst vendte tilbage som det dominerende. I Alperne overlevede den romerske identitet uafbrudt, på trods af frankernes undertrykkelsesbestræbelser, i navnene på to grupper i Schweiz, der stadig fremkalder deres afstamning fra disse befolkninger: romanderne og romanscherne. Adskillige etnonymer af de østromanske folk, hvis afstamning i de fleste tilfælde er uklar, fremkalder romersk identitet. Adskillige navne stammer fra det latinske romani (såsom rumænerne, aromanerne og istro-rumænerne), eller fra det germanske walhaz (et udtryk, der oprindeligt refererede til romerne; adopteret i formen Vlach som selvbetegnelsen for Megleno-rumænerne).